# 阿科納角

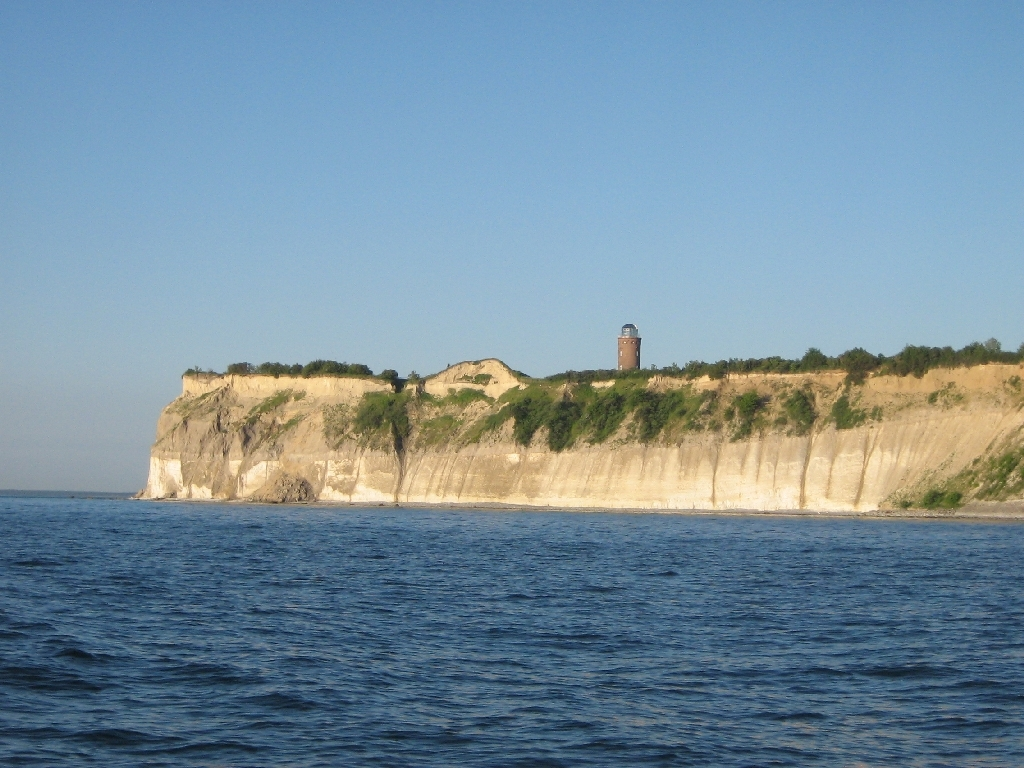
阿科纳角

阿科纳角（德語：Kap Arkona）是一个43米高、由白堊岩和冰磧物构成的一个陡岸，位于吕根岛北部的维托半岛。阿科纳角保护区与临近的渔村维特均属普特加滕管辖，是吕根岛上最受欢迎的旅游目的地之一，每年接待约800,000名游客。
阿科纳角设有两座灯塔、一座前海军测向塔、两座前军事掩体、一座由斯拉夫人建造的亚罗马斯堡、德国气象局的气象站和一些旅游设施（餐厅、酒吧、纪念品商店等）。由于地质条件和风化作用的原因，海角有时会发生大规模溃堤，主要发生在冬季和春季。